# Фридрихс, Курт Отто
Курт Отто Фридрихс (нем. Kurt Otto Friedrichs; 28 сентября 1901, Киль — 31 декабря 1982, Нью-Рошелл, Нью-Йорк) — немецкий и американский математик.

## Биография
Родился в семье адвоката, имел старшую сестру и младшего брата. Вскоре после рождения Курта семья переехала в Дюссельдорф, где он вырос. С детства страдал от приступов астмы.
Отец был дружен с братом Феликса Клейна, тоже адвокатом, что сыграло роль в судьбе Курта.
Учился в нескольких университетах Германии (университет Дюссельдорфа, Грайфсвальда, год во Фрайбурге, в австрийском университете Граца), изучил философские работы Хайдеггера и Гуссерля, но, в конце концов, решил, что его настоящее призвание — математика. В 1920-х годах переехал заканчивать образование в Гёттинген — крупнейший и известнейший математический центр. Из преподавателей в Гёттингене на Фридрихса наибольшее впечатление произвели Карл Людвиг Зигель и Эмиль Артин, а также только что изданная книга по теории функций Гурвица и Куранта. Стал сотрудничать в математическом институте под руководством Рихарда Куранта. Помогал Куранту в подготовке фундаментального труда «Методы математической физики» (в соавторстве с Давидом Гильбертом). Курант стал близким коллегой Фридрихса и другом на всю жизнь. Во время учёбы в Гёттингене познакомился и надолго подружился с Гансом Леви.
В 1927 году вышли первые научные статьи, в том же году была защищена докторская диссертация «Die Randwert- und Eigenwertprobleme aus der Theorie der elastischen Platten». В 1929 году переехал в Аахен, где работал у Теодора фон Кармана, но в том же году возвратился обратно в Геттинген. Здесь произошло его знакомство с фон Нейманом.
В 1930 году стал профессором математики в Брауншвейгском техническом университете.
В начале февраля 1933 года, через несколько дней после того, как Гитлер стал канцлером Германии, Фридрихс встретил молодую еврейскую студентку Нелли Бруэль, но их отношения и жизнь были сильно усложнены из-за антисемитской политики нового правительства (запретившей браки между арийцами и неарийцами) и в 1937 году они порознь эмигрировали в США. В Нью-Йорке они поженились, в браке, продлившемся до кончины супруга, родилось пять детей.
Наибольший вклад внесён Фридрихсом в теорию уравнений в частных производных. К его научным интересам относятся также развитие теории существования, разработка численных методов, исследования дифференциальных операторов в гильбертовом пространстве. Известны его исследования в теории упругости (работы по нелинейному изгибу пластин), аэродинамике и газовой динамике, теории уединённых волн, ударных волн, горения, магнитных жидкостей, релятивистских потоков, квантовой теории поля, теории рассеяния, симметричных гиперболических уравнений и их систем.
Директор Курантовского института математических наук в 1966—1967 годы.
Член Национальной академии наук США с 1959 года. Удостоен звания почётного доктора пяти различных университетов, в том числе Брауншвейгского технического университета (1980).
В 1976 награждён Национальной научной медалью США.
В последние годы своей жизни много путешествовал, побывал в Израиле, Японии, Индии, Африке, и особенно много в своей родной стране Германии. Его здоровье начало ухудшаться, в частности, он оглох, что сделало его жизнь более изолированной.

## Интересные факты
Фридрихсу не нравилось его имя Курт (нем. Kurt), и он изменил его на Фридер (нем. Frieder).

## Память
В Университете Нью-Йорка учреждена стипендия имени Фридрихса.